# جورجو وان استراتن
جورجو وان استراتن (ایتالیایی: Giorgio van Straten؛ زادهٔ ۶ ژوئیهٔ ۱۹۵۵) یک نویسنده و مدیر سازمان‌های هنری اهل ایتالیا است. وی برنده جایزه ویارجو (۲۰۰۰) شده‌است. نخستین رمان وی تحت عنوان "Generazione" در سال ۱۹۸۷ به چاپ رسید. از سال ۲۰۰۹ تا ۲۰۱۲ وی عضو هیئت مدیره رای (شبکه رادیو تلویزیونی) بود. از سال ۱۹۹۷ تا ۲۰۰۲ عضو هیئت مدیره دوسالانه ونیز بود. از سال ۱۹۸۵ تا ۲۰۰۲ وان استراتن رئیس Orchestra della Toscana بود.